# Dalilah Muhammad
Dalilah Muhammad (ur. 7 lutego 1990 w Nowym Jorku) – amerykańska lekkoatletka specjalizująca się w długich biegach płotkarskich, była rekordzistka świata w biegu na 400 metrów przez płotki.
W 2007 zdobyła złoto mistrzostw świata juniorów młodszych w Ostrawie. Srebrna medalistka mistrzostw panamerykańskich juniorów z 2009. W 2013 sięgnęła po srebro mistrzostw świata w Moskwie.
W 2016 roku została mistrzynią olimpijską igrzysk w Rio de Janeiro w biegu na 400 metrów przez płotki. Rok później zdobyła swoje drugie srebro mistrzostw świata. W 2019 roku na mistrzostwach USA ustanowiła rekord świata na tym dystansie, natomiast kilka miesięcy później została podwójną złotą medalistką mistrzostw świata w Dosze, poprawiając ustanowiony wcześniej najlepszy rezultat o 0,04 sekundy.
W 2021 zdobyła srebrny medal igrzysk olimpijskich w Tokio. Zwyciężczyni biegu finałowego, Sydney McLaughlin, ustanowiła wówczas nowy rekord świata (51,46). Czas Muhammad (51,58) jest drugim w tabeli wczechczasów. Kilka dni później Muhammad weszła w skład amerykańskiej sztafety 4 × 400 metrów, która zdobyła olimpijskie złoto.
W 2022 zdobyła indywidualnie brązowy medal mistrzostw świata w Eugene.
Mistrzyni USA (2013, 2016, 2017, 2019). Stawała na podium mistrzostw NCAA.

## Osiągnięcia
| Rok  | Impreza                               | Miejsce        | Konkurencja                     | Lokata     | Wynik   |
| ---- | ------------------------------------- | -------------- | ------------------------------- | ---------- | ------- |
| 2007 | Mistrzostwa świata juniorów młodszych | Ostrawa        | bieg na 400 metrów przez płotki | 1. miejsce | 57,25   |
| 2009 | Mistrzostwa panamerykańskie juniorów  | Port-of-Spain  | bieg na 400 metrów przez płotki | 2. miejsce | 58,42   |
| 2013 | Mistrzostwa świata                    | Moskwa         | bieg na 400 metrów przez płotki | 2. miejsce | 54,09   |
| 2016 | Igrzyska olimpijskie                  | Rio de Janeiro | bieg na 400 metrów przez płotki | 1. miejsce | 53,13   |
| 2017 | Mistrzostwa świata                    | Londyn         | bieg na 400 metrów przez płotki | 2. miejsce | 53,50   |
| 2019 | Mistrzostwa świata                    | Doha           | bieg na 400 metrów przez płotki | 1. miejsce | 52,16   |
| 2019 | Mistrzostwa świata                    | Doha           | sztafeta 4 × 400 metrów         | 1. miejsce | 3:18,92 |
| 2021 | Igrzyska olimpijskie                  | Tokio          | bieg na 400 metrów przez płotki | 2. miejsce | 51,58   |
| 2021 | Igrzyska olimpijskie                  | Tokio          | sztafeta 4 × 400 metrów         | 1. miejsce | 3:16,85 |
| 2022 | Mistrzostwa świata                    | Eugene         | bieg na 400 metrów przez płotki | 3. miejsce | 53,13   |
| 2023 | Mistrzostwa świata                    | Budapeszt      | bieg na 400 metrów przez płotki | półfinał   | 54,19   |

## Rekordy życiowe
- Bieg na 400 metrów – 50,60 (2019)
- Bieg na 400 metrów przez płotki – 51,58 (4 sierpnia 2021, Tokio) – 3. wynik w historii światowej lekkoatletyki